# Luruaco
Luruaco è un comune della Colombia facente parte del dipartimento dell'Atlantico.
Il centro abitato risale ad un villaggio indigeno scoperto dai colonizzatori spagnoli nel 1553, mentre l'istituzione del comune è del 23 dicembre 1960.